# Justice (Arménie)
Pour les articles homonymes, voir Justice (homonymie).
Justice (en arménien Արդարություն, Ardarutyun) est un bloc électoral d’opposition en Arménie, constitué à la suite des présidentielles de 2003, en vue des législatives de mai. Il se compose de neuf partis, la plupart de faible audience. Ce bloc est constitué au profit exclusif de son leader, Stepan Demirtchian qui avait menacé de façon sensible le président Robert Kotcharian et réunit autour de son Parti du peuple d’Arménie les principales personnalités de l’opposition comme Vazgen Manukian (parti de l’Union démocratique nationale) et Aram Sargsian (frère de l’ancien Premier ministre, assassiné le 27 octobre 1999 ; parti de la République). Cela dit, les deux hommes s’étaient déjà désisté en sa faveur, dès janvier 2003, pour les présidentielles.
La coalition ne remportera toutefois pas le succès espéré, puisqu’elle n’emporte que 14 sièges sur 131 aux législatives de 2003 ; avec 13,6 % des voix, cela la place en seconde position à l'Assemblée nationale arménienne. Le bloc ne s'est cependant pas représenté aux élections subséquentes.